# Juan Luis Guirado
Pour les articles homonymes, voir Guirado.
Juan Luis Guirado, né le 27 août 1979 à Malaga en Espagne, est un footballeur international philippin d'origine espagnole. Il est le grand frère d'Ángel Guirado.
Il évolue actuellement au poste de milieu offensif.

## Biographie

### Sélection
Juan Luis Guirado est convoqué pour la première fois par le sélectionneur national Michael Weiß pour un match amical face à la Malaisie le 29 février 2012. Le 19 mars 2012, il marque son premier but en équipe des Philippines lors du match de l'AFC Challenge Cup 2012 face à la Palestine.
Il participe à l'AFC Challenge Cup en 2012 avec les Philippines.

## Palmarès

### En club
- Global FC :
  - Champion des Philippines en 2012.

## Statistiques

### Buts en sélection
Le tableau suivant liste les résultats de tous les buts inscrits par Juan Luis Guirado avec l'équipe des Philippines.